# Liste der Kulturdenkmale in Eilenstedt
In der Liste der Kulturdenkmale in Eilenstedt sind alle Kulturdenkmale von Eilenstedt, einem  des Ortsteils der Gemeinde Huy (Landkreis Harz), aufgelistet. Grundlage ist das Denkmalverzeichnis des Landes Sachsen-Anhalt, das auf Basis des Denkmalschutzgesetzes des Landes Sachsen-Anhalt vom 21. Oktober 1991 durch das Landesamt für Denkmalpflege und Archäologie Sachsen-Anhalt erstellt und seither laufend ergänzt wurde (Stand: 31. Dezember 2021).

## Kulturdenkmale in Eilenstedt
| Lage | Bezeichnung         | Beschreibung                                       | Erfassungs- nummer         | Ausweisungsart | Bild           |
| --- | ------------------- | -------------------------------------------------- | -------------------------- | -------------- | -------------- |
| Bahnhofstraße (Karte)                                                                                          | Bahnhof             |                                                    | 094 50120                  | Baudenkmal     | Weitere Bilder |
| (Karte) | Paulkopfswarte      |                                                    | 094 00071                  | Baudenkmal     | Paulkopfswarte |
| Am Werl 3 (Karte)                                                                                              | Torhaus             |                                                    | 094 00065                  | Baudenkmal     | Torhaus        |
| Am Werl 8 (Karte)                                                                                              | Bauernhaus          |                                                    | 094 50254                  | Baudenkmal     | Weitere Bilder |
| Breite Straße (Karte)                                                                                          | Klosterhof          | Wirtschaftshof des Klosters Huy                    | 094 00040                  | Denkmalbereich | Weitere Bilder |
| Breite Straße, Ortsausgang in Richtung Schwanebeck (Karte)                                                     | Distanzstein        |                                                    | 094 00049 (auch 094 50379) | Baudenkmal     | Weitere Bilder |
| Breite Straße 14 Ortskern, östlich des Klosterhofes (Karte)                                                    | Rittergut           | Brandes’scher Hof, Unteres Rittergut               | 094 00067                  | Baudenkmal     | Weitere Bilder |
| Breite Straße 25 (Karte)                                                                                       | Bauernhaus          |                                                    | 094 00050                  | Baudenkmal     | Weitere Bilder |
| Breite Straße 30 (Karte)                                                                                       | Bauernhaus          |                                                    | 094 00057                  | Baudenkmal     | Weitere Bilder |
| Breite Straße 36 (Karte)                                                                                       | Gutshaus            |                                                    | 094 00055                  | Baudenkmal     | Weitere Bilder |
| Breite Straße 47 (Karte)                                                                                       | Schule              | Ehemalige Schule und katholische Herz-Jesu-Kapelle | 094 00054                  | Baudenkmal     | Weitere Bilder |
| Federnstraße 2 (Karte)                                                                                         | Bauernhof           |                                                    | 094 00059                  | Baudenkmal     | Bauernhof      |
| Federnstraße 6 (Karte)                                                                                         | Bauernhaus          | Wedell'scher Hof                                   | 094 00060                  | Baudenkmal     | BW             |
| Katharinenberg 1 (Karte)                                                                                       | Bauernhof           |                                                    | 094 00061                  | Baudenkmal     | Weitere Bilder |
| Kirchplatz, südl. des Ortskerns am Nordhang des Huy (Karte)                                                    | Kirche St. Nikolaus |                                                    | 094 00064                  | Baudenkmal     | Weitere Bilder |
| Kirchplatz 1 (Karte)                                                                                           | Pfarrhof            |                                                    | 094 00063                  | Baudenkmal     | Weitere Bilder |
| Kreuzberg 19 (Karte)                                                                                           | Friedhof            |                                                    | 094 00047                  | Denkmalbereich | BW             |
| Neustadt 8 a.d. nordöstlichen Peripherie der Ortslage (Karte)                                                  | Bauernhof           | ehem. Schraderscher Hof                            | 094 00042                  | Baudenkmal     | Weitere Bilder |
| Schmiedestraße 9 (Karte)                                                                                       | Schmiede            |                                                    | 094 50256                  | Baudenkmal     | Weitere Bilder |
| Steinweg 1 (Karte)                                                                                             | Ausspanne           |                                                    | 094 00066                  | Baudenkmal     | Weitere Bilder |
| Steinweg 13 Ortskern, südlich von Klosterhof und Brandes'schem Hof am nördlichen Hangausläufer des Huy (Karte) | Rittergut           | Wedell'scher Hof, Oberes Rittergut,                | 094 00062                  | Baudenkmal     | Weitere Bilder |
| Thälmannstraße 24 (Karte)                                                                                      | Bauernhof           |                                                    | 094 00058                  | Baudenkmal     | Weitere Bilder |
| Turmstraße nordöstl. des Ortskerns (Karte)                                                                     | Wohnturm            | Spiegel'scher Turm                                 | 094 00051                  | Baudenkmal     | Weitere Bilder |
| Turmstraße 4 (Karte)                                                                                           | Bauernhaus          |                                                    | 094 00056                  | Baudenkmal     | Bauernhaus     |
| Westendorf 18 am nördl. Rand des Ortskerns (Karte)                                                             | Bauernhaus          |                                                    | 094 00052                  | Baudenkmal     | Weitere Bilder |
| Westendorf 21 (Karte)                                                                                          | Bauernhaus          | nur ein Gebäude                                    | 094 00053                  | Baudenkmal     | Weitere Bilder |

### Ortsteil Haus Nienburg
| Lage                                                            | Bezeichnung | Beschreibung | Erfassungs- nummer | Ausweisungsart | Bild           |
| --------------------------------------------------------------- | ----------- | --- | ------------------ | -------------- | -------------- |
| südlich der Ortslage Haus Nienburg, am Nordhang des Huy (Karte) | Gedenkstein | evtl. Grabmal vom Tollen Hagen | 094 50380          | Kleindenkmal   | Gedenkstein    |
| Dorfstraße ehem. OT Haus Nienburg (Karte)                       | Gasthof     | Zum Blanken A... | 094 00069          | Baudenkmal     | Weitere Bilder |
| Im Winkel 19, 21, 22, 23, 24, 25 ehem. OT Haus Nienburg (Karte) | Rittergut   | Haus Nienburg, großflächiges Rittergut mit zahlreichen Gebäuden, heute als Wohnanlage genutzt, Gutshaus leerstehend, derzeit von Einsturz bedroht. | 094 00070          | Baudenkmal     | Weitere Bilder |

- siehe auch Liste der Kulturdenkmale in Huy

## Legende
In den Spalten befinden sich folgende Informationen:
- Lage: Nennt den Straßennamen und wenn vorhanden die Hausnummer des Kulturdenkmals. Die Grundsortierung der Liste erfolgt nach dieser Adresse. Der Link „Karte“ führt zu verschiedenen Kartendarstellungen und nennt die geographischen Koordinaten.
Link zu einem Kartenansichtstool, um Koordinaten zu setzen. In der Kartenansicht sind Baudenkmale ohne Koordinaten mit einem roten bzw. orangen Marker dargestellt und können in der Karte gesetzt werden. Baudenkmale ohne Bild sind mit einem blauen bzw. roten Marker gekennzeichnet, Baudenkmale mit Bild mit einem grünen bzw. orangen Marker.
- Offizielle Bezeichnung: Nennt den Namen, die Bezeichnung oder zumindest die Art des Kulturdenkmals und verlinkt, soweit vorhanden, auf den Artikel zum Objekt.
- Beschreibung: Nennt bauliche und geschichtliche Einzelheiten des Kulturdenkmals, vorzugsweise die Denkmaleigenschaften.
- Erfassungsnummer: Für jedes Kulturdenkmal wird in Sachsen-Anhalt eine 20stellige Erfassungsnummer vergeben. Die letzten zwölf Ziffern werden für die Untergliederung nach Teilobjekten genutzt und werden nur angegeben, soweit vergeben. In dieser Spalte kann sich folgendes Icon  befinden, dies führt zu Angaben zu diesem Baudenkmal bei Wikidata.
- Ausweisungsart: Die Einordnung des Denkmales nach § 2 Abs. 2 DenkmSchG LSA
- Bild: Ein Bild des Denkmales, und gegebenenfalls einen Link zu weiteren Fotos des Kulturdenkmals im Medienarchiv Wikimedia Commons. Wenn man auf das Kamerasymbol klickt, können Fotos zu Kulturdenkmalen aus dieser Liste hochgeladen werden: